# 나폴리 왕궁

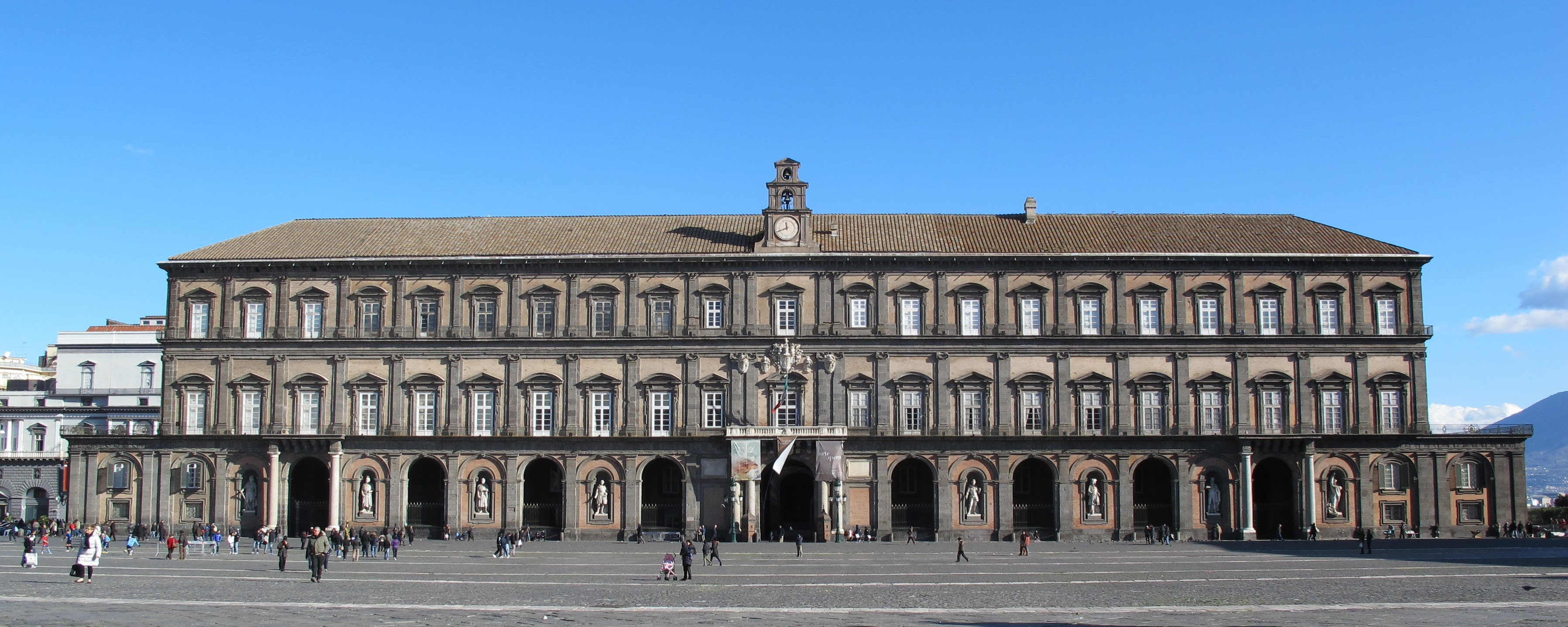
나폴리 왕궁

나폴리 왕궁(이탈리아어: Palazzo Reale di Napoli)은 이탈리아 캄파니아주 나폴리에 있는 궁전이다. 나폴리의 역사적 중심지인 플레비시토 광장에 위치한다.